# William Moseley
William Peter Moseley (* 27. dubna 1987 Sheepscombe) je britský herec, známý především díky roli Petera Pevensieho ze ságy Letopisy Narnie a roli prince Liama v seriálu Královská rodina.

## Životopis
Narodil se v Sheepscombe, Gloucestershire v Anglii. Je synem Juliette (rozené Fleming) a Petera Moseleyho, kameramana. Je nejstarší ze tří dětí: Daisy (narozená 1989), Benjamin Moseley (narozený 1992). Navštěvoval Základní školu v Sheepscombe od září 1991 do července 1998, poté pokračoval na Wycliffe College. Školu dokončil na Downfield Sixth Form, protože od školy na čas upustil kvůli natáčení filmů Letopisy Narnie.

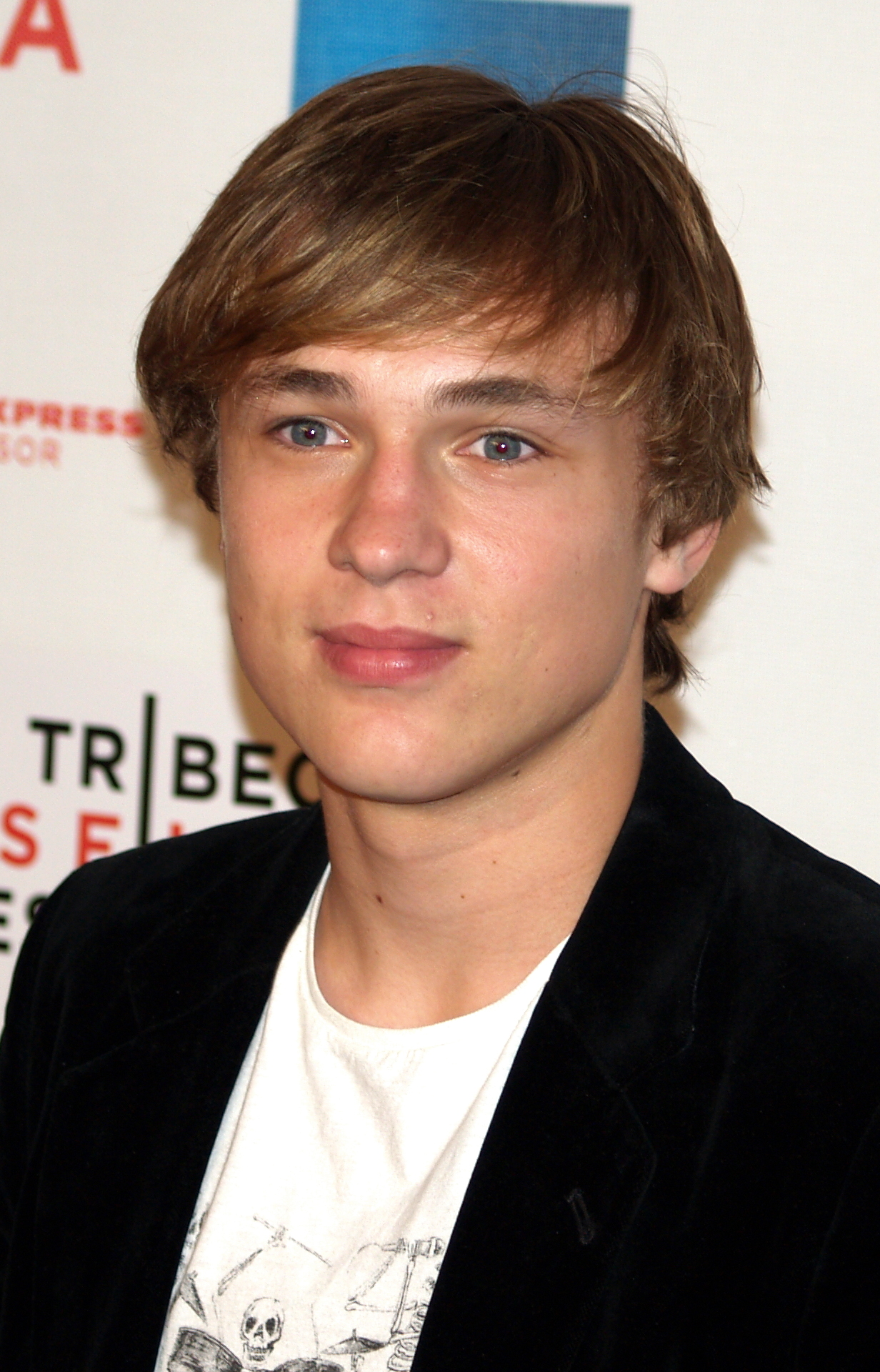
William Moseley na Filmovém festivalu Tribeca

## Kariéra
Kastingový režisérka Pippa Hall je zodpovědná za obsazení Williama do menší role, když obsazovala role pro film Cider with Rosie v roce 1998. O sedm let později při obsazování do filmu Letopisy Narnie: Lev, čarodějnice a skříň si na něj vzpomněla a nabídla mu roli Petera. Od prvního dne konkurzu na Petera Pevensie trvalo osmnáct měsíců než byl do role oficiálně vybrán. Roli si znovu zahrál v sequelu filmu Letopisy Narnie: Princ Kaspian. Krátce se objevil ve filmu Letopisy Narnie: The Vyage of the Dawn Treades, i přesto, že se jeho postava neobjevila v knize, kterou je film inspirován.
V roce 2014 byl obsazen do seriálu stanice E! Královská rodina.

## Filmografie
| Rok  | Název                                     | Role                     | Poznámky      |
| ---- | ----------------------------------------- | ------------------------ | ------------- |
| 1998 | Cider with Rosie                          | Extra (nekreditován)     | TV film       |
| 2002 | Goodbye, Mr. Chips                        | Forrester (nekreditován) | TV film       |
| 2005 | Letopisy Narnie: Lev, čarodějnice a skříň | Peter Pevensie           |               |
| 2008 | Letopisy Narnie: Princ Kaspian            | Peter Pevensie           |               |
| 2010 | Letopisy Narnie: Plavba Jitřního poutníka | Peter Pevensie           | cameo         |
| 2011 | Captain Planet                            | Wheeler                  | krátký film   |
| 2013 | Run                                       | Daniel Lombardio         |               |
| 2013 | Of Corset's Mine                          | Randolph                 |               |
| 2014 | The Silent Mountain                       | Anderi Gruber            |               |
| 2015 | The Veil                                  | Aysel                    | post-produkce |
| 2015 | Margarita, with a Straw                   | Jared                    |               |
| 2018 | Malá mořská víla                          | Cam Harrison             |               |
| 2022 | Jan Žižka                                 | Jaroslav z Trocnova      |               |

| Rok             | Název                    | Role                             | Poznámky                                      |
| --------------- | ------------------------ | -------------------------------- | --------------------------------------------- |
| 2012            | The Selection            | Aspen Leger                      | Pilot, nevybraný                              |
| 2012            | Ninja faktor po americku | Sám sebe (soutěžící)             | Epizoda: "Southwest Qualifying Round: Part 1" |
| 2012            | Prozíravost              | Princ Karl z Hassen-Brandenbergu | Epizoda: "Kilimanjaro"                        |
| 2015-současnost | Královská rodina         | Princ Liam                       | Hlavní role                                   |